# Parafia Najświętszej Maryi Panny Królowej Polski w Brzegu Dolnym
Parafia Najświętszej Maryi Panny Królowej Polski w Brzegu Dolnym – katolicka parafia archidiecezji wrocławskiej należąca do Brzeg Dolny. 
Parafia została erygowana w 1988. Mieści się przy ulicy Zielonej w Brzegu Dolnym i jest najmłodszą parafią w mieście. Obejmuje dzielnicę Osiedle Fabryczne i wieś Łososiowice. 
Proboszczem jest ks. Jacek Włostowski. Przy parafii prowadzi działalność Żywy Różaniec, Arcybractwo Adoracji Nocnej, Liturgiczna Służba Ołtarza, Krąg biblijny, Krąg Domowego Kościoła, Schola "Stokrotki".